# Каспийское (Калининградская область)
Каспийское — посёлок в Гусевском городском округе Калининградской области. Входит в состав Михайловского сельского поселения.

## Население
| 2002 | 2010 |
| ---- | ---- |
| 80   | ↘68  |

## История
Населенный пункт Wilpischen в 1938 году был переименован в Аихенфельд, а в 1946 году — в Каспийское.